# Франко Марія Мальфатті
Франко Марія Мальфатті ді Монтетретто (італ. Franco Maria Malfatti di Montetretto; 13 червня 1927 року, Рим, Італія — 10 грудня 1991 року, Рим) — італійський державний діяч, голова Європейської комісії (1970–1972), міністр закордонних справ Італії (1979–1980).

## Біографія
Член Християнсько-демократичної партії Італії з 1951 року, представник групи «Nuove Cronache», очолюваної Амінторе Фанфаном. Член Палати депутатів національного парламенту з 1958 року. У 1960-х роках двічі був заступником Міністра промисловості і торгівлі у 1963–1964 і 1966–1968 роках. Нетривалий час у 1968 році був заступником Міністра закордонних справ. 1968 року призначений Державним секретарем з питань бюджету. У 1969 році стає Міністром з питань державного майна Італії, 1970 — Міністр у справах пошти та телекомунікацій Італії. 1 червня 1970 року стає Єврокомісаром від Італії, очолює Європейську комісію. Під час його перебування на цій посаді були завершені переговори про вступ до ЄЕС Великої Британії, Ірландії, Данії та Норвегії. Також було вирішено питання про посилення економічної інтеграції та координації фінансово-кредитної політики. Подав у відставку 21 березня 1972 року, щоб допомогти власній партії у підготовці до загальних виборів. У 1972–1973 роках був головою парламентського комітету з бюджету і фінансів. З 1973 по 1978 рік Міністр освіти Італії в трьох урядах: Маріано Румора, Альдо Моро, Джуліо Андреотті. Недовгий час у 1978–1979 роках був Міністром фінансів. Останньою його посадою на політичній арені Італії став портфель Міністра закордонних справ в уряді Франческо Коссіґи, від 4 серпня 1979 по 15 січня 1980 року. Подав у відставку за станом здоров'я.
У 1987 році був главою італійської парламентської делегації на засіданнях Ради Європи та Західноєвропейського союзу, з 1989 року — голова політичного секретаріату християнських демократів.
Його родина передала в дар Університету Перуджі свою велику бібліотеку.

## Нагороди
- 24 грудня 1970 року отримав Великий хрест ордена «За заслуги перед Італійською Республікою».[1]